# خوزه د بوستامانته ایی گوئرا

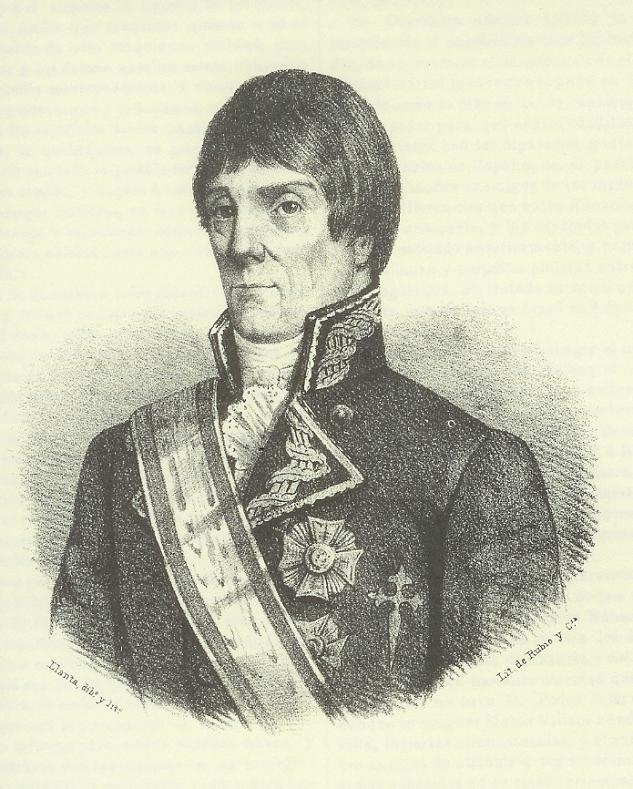
خوزه د بوستامانته ایی گوئرا

خوزه د بوستامانته ایی گوئرا (José de Bustamante y Guerra)‏ (۱ آوریل ۱۷۵۹ در کورورا د تورانزو، کانتابریا، اسپانیا- ۱۰ مارس ۱۸۲۵ در مادرید، اسپانیا)،☃☃ که گاهی اوقات به سادگی با عنوان بوستامانته شناخته می‌شد، افسر نیروی دریایی، کاوشگر و سیاستمدار اسپانیایی بود.

## اوایل زندگی
او از تبار بوستامانته د تورانزو و گورا د ایبیو بود. پدرش خواکین آنتونیو د بوستامانته و روئدا، اهل آلسدا و مادرش کلارا گوئرا د لا وگا، اهل سانتاندر بود. در سال ۱۷۷۰ بوستامانته در سن ۱۱ سالگی در آکادمی گواردیاماریناس در کادیس به عنوان کارآموز کشتی مشغول به کار شد. او بعداً در ژوئن ۱۷۷۱ ستوان دوم ناوچه بود. او در چندین عملیات دریایی در اسکادران تحت رهبری پدرو د کاستیون خدمت کرد. او در دریای مدیترانه با دزدان دریایی بربر جنگید، پس از پایان تحصیلاتش در آنجا وارد سانتا اینس شد که عازم فیلیپین بود. اما کشتی توسط یک مرد جنگجوی انگلیسی مورد حمله قرار گرفت و اسیر شد. بوستامانته سرانجام آزاد شد و به اسپانیا بازگشت. در ۲۰ اکتبر ۱۷۸۲، او در نبرد دریایی جبل‌الطارق در برابر اسکادران لرد ریچارد هاوکه اولین کنت هاو نیز بود، شرکت کرد و مجروح شد. کشتی او در نبردی در نزدیکی کادیس به شدت آسیب دید. بوستامانته سپس پروژه فتح جامائیکا را آماده کرد که به واسطه صلح پاریس در سال ۱۷۸۳، انجام نشد. در سال ۱۷۸۴، با سابقه خدمتی درخشان به عنوان ناخدای ناوچه منصوب شد و در ۲۱ اکتبر ۱۷۸۴ به عنوان شوالیه نشان سانتیاگو را دریافت کرد. در آن زمان او با دوست خود الساندرو مالاسپینا، یکی از شخصیت‌های منحصر به فرد زمان خود، یک سفر علمی را در دنیای استعماری تحت نفوذ اسپانیایی‌ها برنامه‌ریزی کرد.

## سفر اکتشافاتی مالاسپینا-بوستامانته
سفر اکتشافاتی از ۳۰ ژوئیه ۱۷۸۹ تا ۲۱ سپتامبر ۱۷۹۴.
در سال ۱۷۸۸ بوستامانته با الساندرو مالاسپینا شریک شد. آنها با هم به دولت اسپانیا پیشنهاد یک سفر علمی بزرگ را دادند که الگوبرداری از سفرهای جیمز کوک بود. این پروژه مورد تأیید قرار گرفت و دو ناوچه سبک به‌طور خاص برای سفر ساخته شدند. بوستامانته فرماندهی آترویدا به معنای «جسور» یا «شجاع» را برعهده داشت. در حالی که مالاسپینا فرماندهی دسکوبیرتا «کشف» را بر عهده داشت. این نام‌ها توسط مالاسپینا برای بزرگ‌داشت دیسکاوری و رزولوشن جیمز کوک انتخاب شد. سفر تحت «فرماندهی دوگانه» مالاسپینا و بوستامانته بود.
بوستامانته و مالاسپینا آن را «سفر علمی و سیاسی در سراسر جهان» نامیدند، اگرچه در میان مردم به عنوان «سفر به جهان» شناخته می‌شد، اما بعداً به دلیل عدم امکان تکمیل دور دنیا به دلیل اجبار به بازگشت به اسپانیا در آغاز جنگ روسیلون علیه اولین جمهوری فرانسه به‌طور رسمی به «سفر اولترامارین آغاز شده در ۳۰ ژوئیه ۱۷۸۹» تغییر نام داد. اما امروزه به عنوان سفر مالاسپینا یا سفر مالاسپینا-بوستامانته شناخته می‌شود. گروه اعزامی یک تیم منتخب و متشکل از بهترین افسران آن زمان بود که گیاه‌شناسان، نقاشان، پزشکان و سایر اومانیست‌های روشنفکر به آنها ملحق شده بودند.
از سال ۱۷۸۹ تا ۱۷۹۴ بوستامانته و مالاسپینا در اقیانوس‌اطلس و در سراسر اقیانوس آرام حرکت کردند و تقریباً در تمام مستعمرات اسپانیا توقف کردند و مناطق کمتر شناخته شده‌ای مانند آمریکای اسپانیایی (بوینس آیرس، مونته ویدئو، پاتاگونیا، جزیره مالویناس/جزایر فالکلند، جزیره چیلوئه، تالکاهانو، والپرایزو، سانتیاگو د چیلی، ال کالائو، گایاکوئل، نیووا گرانادا، آکاپولگو، کالیفرنیا) و به سمت شمال غربی اقیانوس آرام در اتصال میان اقیانوس آرام و اقیانوس‌اطلس (آلاسکا) و آسیای اسپانیایی (فیلیپین، جزایر مارسال و ماریاناس)، ماکائو در سواحل چین، گینه نو، سلبس، جزایر مولوکاس و تونگا، نیوزلند و استرالیا را کاوش کردند. این دو کشتی گاهی اوقات برای انجام وظایف مختلف از هم جدا می‌شدند. برای مثال، زمانی که بوستامانته از تالکاهوانو به والپارایسو (در شیلی کنونی) دریانوردی کرد، در ساحل به نقشه‌برداری پرداخت، در حالی که مالاسپینا به جزایر خوان فرناندز رفت. بین والپرایزو و کالائو، پروو مالاسپینا دوباره جزایر فراساحلی را مورد بررسی قرار داد در حالی که بوستامانته به ترسیم سواحل ادامه داد. همین اتفاق در اقیانوس‌اطلس افتاد، زمانی که بوستامانته به عرض جغرافیایی ۵۷ درجه جنوبی (نزدیک قطب جنوب) رسید. همین اتفاق یکی از دلایلی است که اروگوئه، آرژانتین و اسپانیا بر جنوبگان حق دارند.
بوستامانته با درجه کاپیتان (۱۷۹۱) جایزه گرفت و مدت کوتاهی پس از بازگشت به اسپانیا در سال ۱۷۹۴ به دریاسالار نیروی دریایی ارتقا یافت.
بوستامانته در طول سفر مالاسپینا یک دفتر خاطرات داشت که در سال ۱۸۶۸ در مجله رسمی اداره هیدروگرافی منتشر شد.

## اواخر زندگی

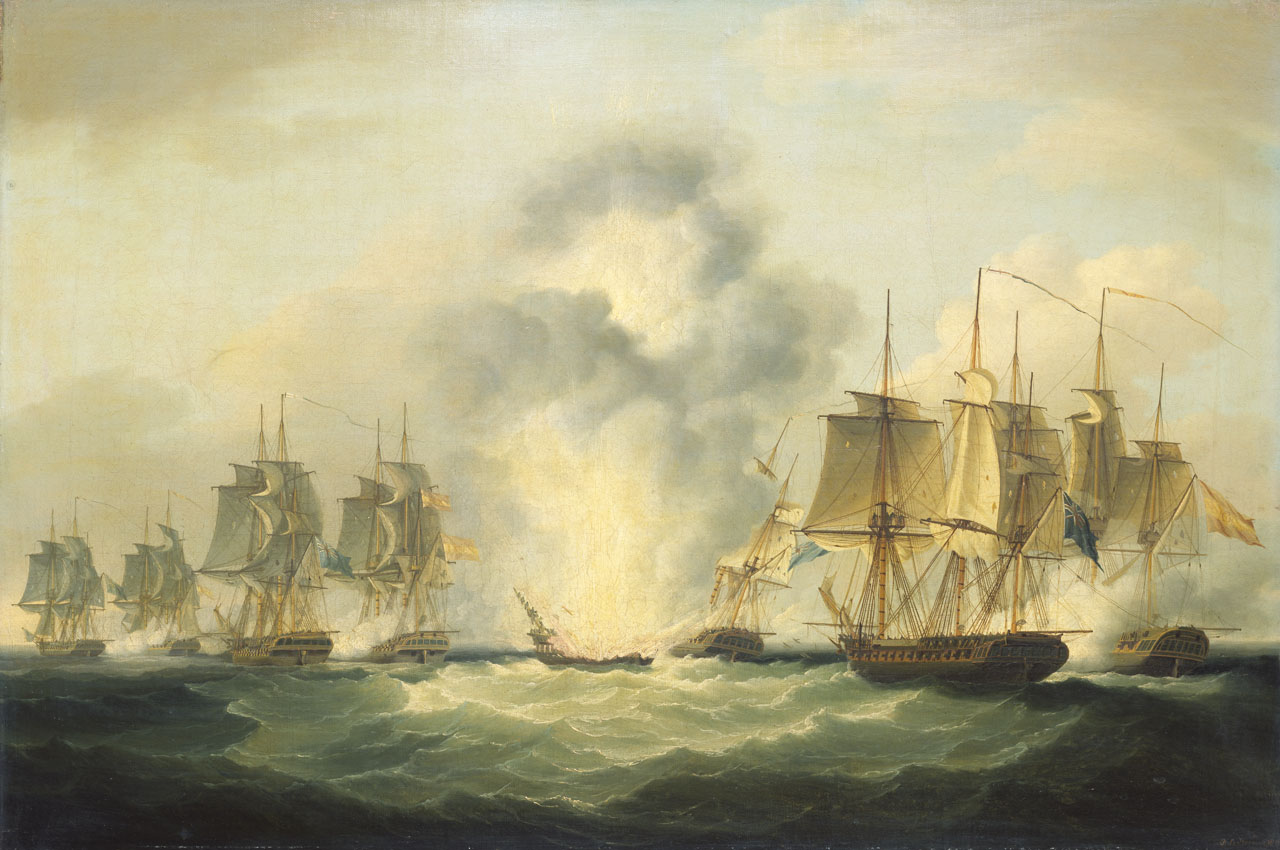
نقاشی از کشتی خوزه د بوستامانته ایی گوئرا

پس از بازگشت به اسپانیا در سال ۱۷۹۴، بوستامانته به همکاری با مالاسپینا ادامه داد تا زمانیکه او به اتهام توطئه علیه دولت به زندان افتاد. بوستامانته دور از مشکلات سیاسی مالاسپینا باقی ماند.
در سال ۱۷۹۶ او به عنوان فرماندار سیاسی و نظامی پاراگوئه و فرمانده کل ریو د لا پلاتا (فرماندار مونته ویدئو) منصوب شد.
در ۵ اکتبر ۱۸۰۴ زمان صلح در حالی که با فرماندهی چهار ناوچه به سمت اسپانیا دریانوردی می‌کرد، بوستامانته پس از اینکه از پذیرش درخواست فرمانده انگلیسی برای اعزام اسکادران خود به بندر تحت کنترل بریتانیا برای بازرسی خودداری کرد، مورد حمله یک اسکادران انگلیسی قرار گرفت و دستگیر شد. او در نهایت آزاد شد و با دادگاه نظامی اسپانیا روبرو شد، اما بدون مشکل ظاهر شد. در آن حادثه فرض بر این بود که در ۱۴ دسامبر ۱۸۰۴، اسپانیا رسماً به بریتانیا اعلام جنگ کرده و با فرانسه در طرح حمله به بریتانیای کبیر (جنگ‌های ناپلئونی) متحد شده‌است.
در سال ۱۸۱۰ او به عنوان ژنرال کاپیتان گواتمالا منصوب شد. او تا سال ۱۸۱۷ در آن پُست باقی ماند. در زمان فعالیت بزرگ استقلال او یک سیاست اصلاح طلبانه به سبک روشنگرانه را در پیش گرفت. اما قبل از انقلاب هیدالگو و مورلوس در مکزیک، نیروهایی را در گواتمالا آماده کرد و «سپاه داوطلب فرناندو هفتم» را ایجاد کرد و از موقعیت خود با سرکوب شورشیان حفاظت کرد.
خوزه دی بوستامانته و گوئرا در سال ۱۸۲۵ در سن ۶۶ سالگی درگذشت. او در وصیت‌نامه خود مقدار زیادی پول برای حمایت از مدارس کودکان در اونتاندا که توسط فرانسیسکو برادرش تأسیس شده بود، اهدا کرد.